# Новосемейкино
Новосемейкино (на руски: Новосемейкино) е селище от градски тип в Русия, разположено в Красноярски район, Самарска област. Населението му към 1 януари 2018 година е 9998 души.